# Italo Gariboldi
Italo Gariboldi, född 20 april 1879, död 9 februari 1970, var en italiensk militär.
Italo Gariboldi blev armégeneral 1942. Han förde befälet över en division på sydfronten under kriget i Etiopien 1935–1936, var stabschef åt Rodolfo Graziani 1939–1941 samt blev efter denne i mars 1941 generalguvernör över de italienska stridskrafterna i Nordafrika. Gariboldi var senare chef för en italiensk armé vid Don under och efter striderna vid Stalingrad. Han arresterades av tyskarna efter Italiens kapitulation 8 september 1943 samt fritogs 1945 av de allierade.